# Heide (Venray)
Pour les articles homonymes, voir Heide.
Heide est un village situé dans la commune néerlandaise de Venray, dans la province du Limbourg. Le 1er janvier 2008, le village comptait 440 habitants.